# Jean-Nicolas Bouilly
Jean-Nicolas Bouilly (Joué-lès-Tours, 23 gennaio 1763 – Parigi, 24 aprile 1842) è stato uno scrittore, librettista e drammaturgo francese.

## Biografia

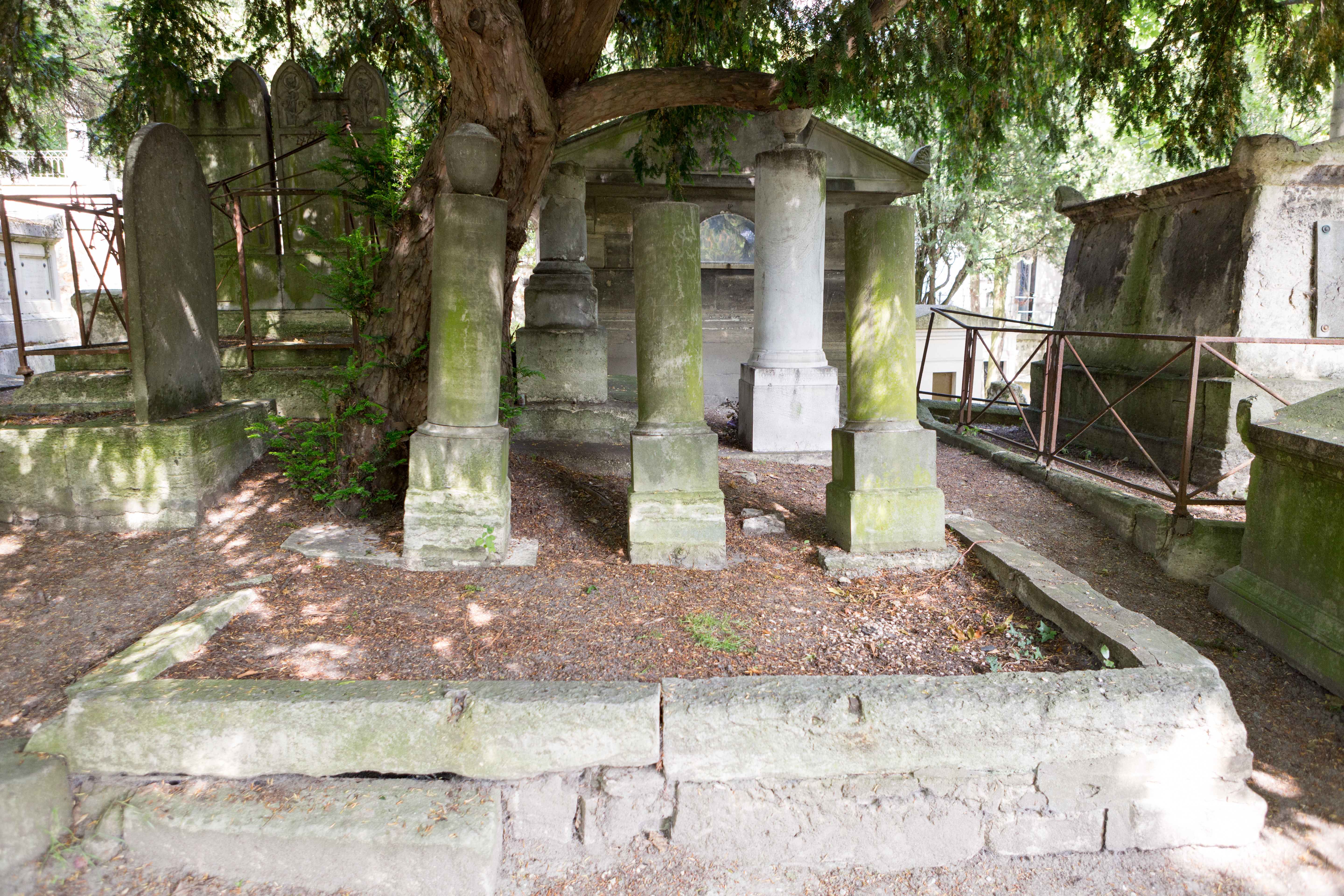
Monumento funerario della famiglia di Jean-Nicolas Bouilly

Nato a Joué-lès-Tours · , ha trascorso la fanciullezza a Tours, dove ha ricevuto la prima istruzione dal patrigno, uomo di legge e professore di fisica. In primavera, si dilettava studiando la storia naturale. Dopo gli studi al Collegio Reale di Tours, presso i padri della Oratoriani, ha fatto eseguire con successo una commedia in un atto e in versi, La Matinée à la mode, nel teatro di Tours (1782), ma il patrigno, membro del Tribunale, avendo per lui altri progetti, lo mandò a studiare presso un procuratore della città, quindi a fare il suo apprendistato..
Dopo altri studi di diritto all'Università di Orléans, fu accolto come avvocato al Parlamento di Parigi. Quando il Parlamento fu trasferito a Troyes nel 1787, Bouilly rinunciò alla professione legale per tornare al teatro, incoraggiato ad esordire da Mirabeau. Ritornato nella regione della Loira, dove ha composto Pierre-le-Grand, dramma lirico in tre atti, che fu letto nel luglio 1789 all'assemblea generale dei soci del Théâtre-Italien e accettato all'unanimità. La prima rappresentazione, su musica di André Grétry ebbe luogo il 13 gennaio 1790. Il risultato di quest'opera lo rese determinato, da quel momento, a dedicarsi interamente al teatro.
Agli inizi della Rivoluzione francese, fu incaricato di diverse funzioni amministrative a Tours, fu poi nominato membro di una commissione incaricata di redigere un piano di educazione per la gioventù francese, ma diede le dimissioni quando l'organismo fu sottoposto al controllo della polizia. Intraprende allora una carriera di drammaturgo e librettista d'opera, componendo libretti per Grétry, Luigi Cherubini, Étienne-Nicolas Méhul e Nicolas Dalayrac. Uno di questi drammi,  Léonore, ou l'Amour conjugal, è all'origine di Fidelio di Ludwig van Beethoven.
Dal 1809, pubblicò un considerevole numero di raccolte di racconti per giovani lettori. Erano storie che gli valsero il soprannome di "poète lacrymal", tuttavia ebbero traduzione in varie lingue e continuarono ad apparire fino alla fine del secolo. In anni successivi, pubblicò parecchi volumi di ricordi.
Uscì a Milano, nel 1824, dalla stamperia di Giovanni Pirotta, la rara serie in sei parti dei suoi Aneddoti Singolari Riguardanti Alcuni Celebri Scrittori Francesi.
Nel 2021 le Edizioni Cépaduès pubblicano una biografia dedicata a lui: "La terreur et les honneurs - Jean-Nicolas Bouilly, artiste et Franc-maçon". È sepolto nel cimitero di Père-Lachaise.

## Opere

### Teatro
- 1790: Pierre le Grand, commedia in 4 atti e in prosa, mista a canti, musica di André Grétry;
- 1790: Jean-Jacques Rousseau à ses derniers moments, azione storica in un atto e in prosa;
- 1798: Léonore, ou l'Amour conjugal, fatto storico in 2 atti e in prosa mista a canti, musica di Pierre Gaveaux; disponibile in Gallica.
  - Leonora, ossia L'amore conjugale (dramma semiserio, libretto di Giovanni Schmidt, da Jean-Nicolas Bouilly, musica di Ferdinando Paër, 1804, Dresda)
  - Fidelio, opera in due atti, libretto di Joseph Sonnleithner e Georg Friedrich Treitschke, musica di Ludwig van Beethoven, 1805, Vienna;
  - L'amor coniugale, farsa sentimentale in un atto, su libretto di Gaetano Rossi, musica di Johann Simon Mayr, 1805, Padova;
- 1797: La Mort de Turenne, pièce storica e militare à grand spectacle, in 3 atti, mista a pantomimi, con Jean-Guillaume-Antoine Cuvelier;
- 1796: René Descartes, tratto storico in 2 atti e in prosa;
- 1796: La Famille américaine, commedia in un atto e in prosa, mista a canti, musica di Nicolas Dalayrac;
- 1799: Le Tombeau de Turenne, ou l'Armée du Rhin à Saspach, fatto storico in un atto, con de vaudevilles, pantomimi, danze e evoluzioni militares, con Jean-Guillaume-Antoine Cuvelier e Hector Chaussier;
- 1799: L'Abbé de L'Épée, commedia storica in 5 atti e in prosa
- 1800: Les deux journées, commedia lirica in 3 atti, musica di Luigi Cherubini;
- 1800: Zoé, ou la Pauvre Petite, opera in un atto, musica di Charles Henri Plantade;
- 1800: Téniers, commedia in 1 atto e in prosa, mista a vaudevilles, con Joseph Pain;
- 1800: Florian, commedia in 1 atto, in prosa, mista a vaudevilles, con Joseph Pain
- 1801: Berquin, ou l'Ami des enfants, commedia in 1 atto, in prosa, mista a vaudevilles, con Joseph Pain;
- 1802|: Une folie, commedia in 2 atti, mista a canti, musica di Étienne-Nicolas Méhul;
- 1803: Fanchon la vielleuse, commedia in 3 atti, mista a vaudevilles, con Joseph Pain, musica di Joseph-Denis Doche;
- 1803: Héléna, opera in 3 atti, musica di Étienne-Nicolas Méhul;
  - Elena e Costantino, opera in 2 atti, su libretto di Andrea Leone Tottola, musica di Carlo Coccia, 1822, Lisbona;
- 1804: Le Désastre de Lisbonne, dramma eroico in 3 atti, in prosa, con danze e pantomimi, musica di Alexandre Piccinni;
- 1805: L'Intrigue aux fenêtres, opéra-bouffon in 1 atto, con Emmanuel Dupaty, musica di Nicolas Isouard;
- 1805: Madame de Sévigné, commedia in 3 atti e in prosa;
- 1806: Les Français dans le Tyrol, fatto storico in 1 atto e in prosa;
- 1806: Agnès Sorel, commedia in 3 atti mista a vaudevilles, con Emmanuel Dupaty;
- 1808: Haine aux femmes, commedia in 1 atto, mista a vaudevilles;
- 1809: Françoise de Foix, opéra-comique in 3 atti, con Emmanuel Dupaty, musica di Henri Montan Berton;
  - Francesca di Foix, opera semiseria, libretto italiano di Domenico Gilardoni, musica di Gaetano Donizetti, 1831, Napoli;
- 1809: Le Petit Courrier, ou Comme les femmes se vengent, commedia in 2 atti, in prosa, mista a vaudevilles, con Charles-François-Jean-Baptiste Moreau de Commagny;
- 1810: La Vieillesse de Piron, commedia in 1 atto, in prosa, mista a vaudevilles, con Josep Pain;
- 1811: La Belle au bois dormant, féerie-vaudeville in 2 atti, con Théophile Marion Dumersan;
- 1812: Robert le diable, commedia in 2 atti, mista a vaudevilles, con Théophile Marion Dumersan;
- 1813: Le Séjour militaire, opéra-comique in 1 atto, musica di Daniel Auber;
- 1817: Le Prince en goguette, ou la Faute et la leçon, commedia in 2 atti e in prosa, mista a distici, musica di Marc-Antoine Madeleine Désaugiers;
- 1818: Les Jeux floraux, opéra in 3 atti, musica di Léopold Aimon;
- 1822: Valentine de Milan, dramma lirico in 3 atti, musica postuma di Étienne-Nicolas Méhul, partitura completata da Joseph Daussoigne;
- 1823: Jenny la bouquetière, opera, libretto con Joseph Pain, musica di Louis-Barthélémy Pradher e Charles-Frédéric Kreubé;
- 1829: Les Deux Nuits, opéra-comique in 3 atti, con Eugène Scribe, musica di François Adrien Boieldieu;
- 1832: Le Bandeau, commedia-vaudeville in 1 atto, con Louis-Émile Vanderburch;
- 1833: Guido Reni, ou les Artistes, dramma in 5 atti, con Antony Béraud;

### Racconti
- Causeries d'un vieillard, 1807.
- Contes à ma fille, 1809.
- Conseils à ma fille, 1811,
- Les Jeunes Femmes, 2 vol., 1817.
- Annales de la jeunesse, con M. e Mme Hyacinthe Azaïs, de Rougemont e Lefebvre, 1817.
- Les Encouragements de la jeunesse, 1817,
- Les Mères de famille, 2 vol., 1823.
- Contes offerts aux enfants de France, 2 vol., 1824-1825.
- Contes à mes petites amies, ou Trois Mois in Touraine, 1827,
- Le Portefeuille de la jeunesse, ou la Morale et l'histoire enseignées par des exemples, précédé d'un discours sur l'ensemble de l'ouvrage, 20 vol., 1829-1831.
- Contes populaires, 1830,.
- Les Adieux du vieux conteur, 1835.
- Alfred et Nathalie, ou les Coupables supposés, 1836.
- Nouvelles Causeries d'un vieillard, 1838.
- La Discrétion, 1846.
- Petits Contes d'une mère à ses enfants, 1846.
- Nouveaux conseils à ma fille, 1877,.
- Contes moraux pour les jeunes élèves, 1883,
- Geneviève et Marcelin, ou les Jumeaux de la Beauce. La Charrette à bras, 1884,
- Le Dévouement filial, ou la Chanteuse volée, 1884,
- La Petite Gouvernante, suivie d'autres épisodes, 1885,
- Causeries pour la jeunesse, 1886,
- Causeries et nouvelles causeries, 1886,

### Varia
- Mes Récapitulations, 3 vol., 1836-1837.
- Explication des douze écussons qui représentent les emblèmes et les symboles des douze grades philosophiques du rite écossais dit ancien et accepté, par l'ill.* F.* Bouilly, 1837.
- Nouvelles Récapitulations, 1838.
- Soixante ans du Théâtre-Français, par un amateur, né in 1769, 1842.
- Le Vieux Glaneur, ou de Tout un peu, poésies, s. d.